# Plazas Fuertes de África

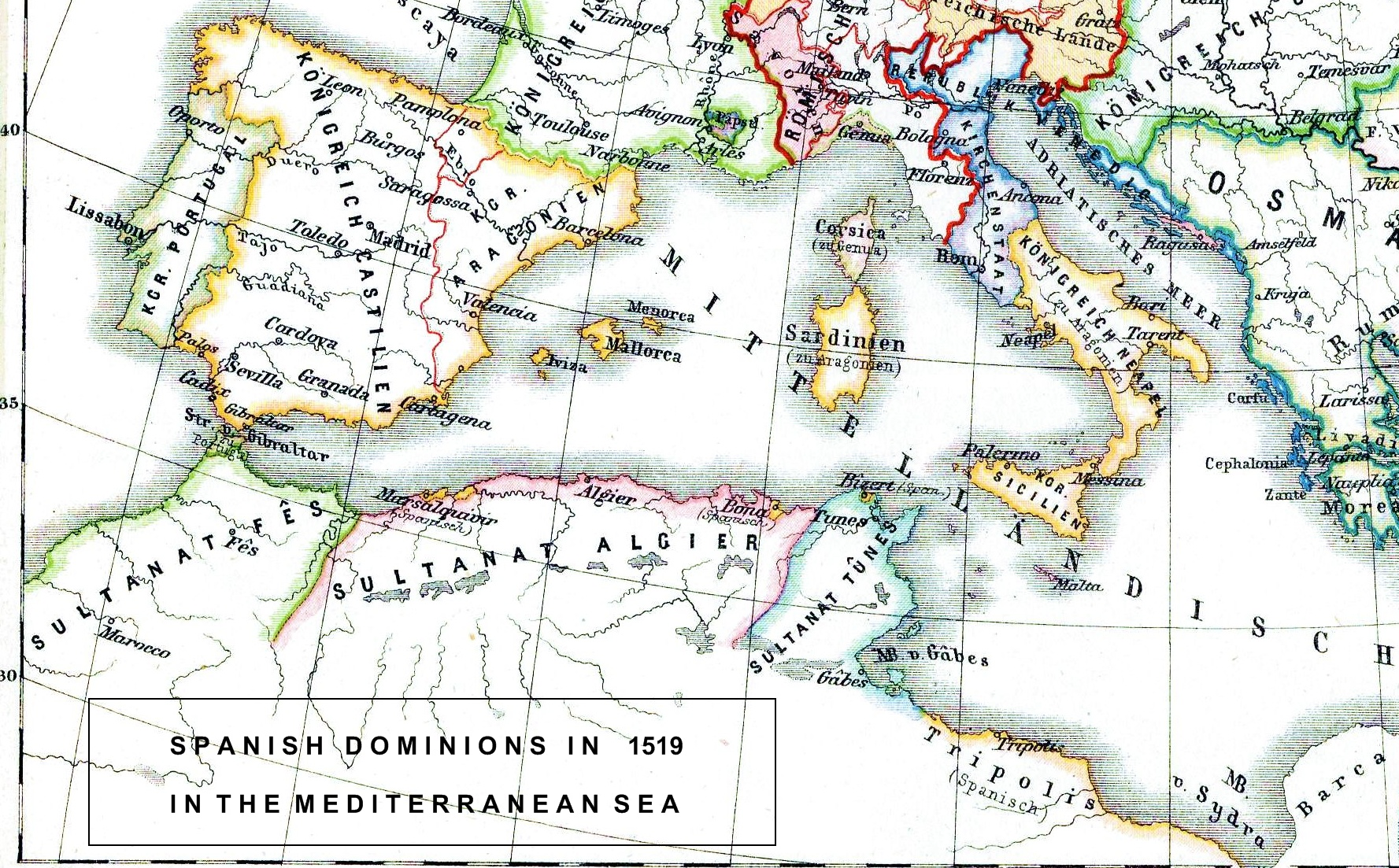
Plazas Fuertes, en el norte africano, de España y Portugal en 1519.

Las Plazas Fuertes de África fueron los primeros asentamientos de los europeos cristianos en el África mediterránea desde la Edad Media. Fueron creadas principalmente por España y Portugal en los siglos del Renacimiento, aunque también las hubo de Inglaterra (Tánger) e italianas (Gerba y Tabarka).

## Antecedentes
Alrededor del año mil la Cristiandad empezó a penetrar en territorios musulmanes del África mediterránea. Primero fueron la repúblicas marítimas italianas (especialmente Pisa y Amalfi) que abrieron pequeñas localidades comerciales en el Magreb, y luego aparecieron los normandos en Túnez.
En 1167 los pisanos obtuvieron del rey de Túnez Abdallah-Bockoras la isla de Tabarka (cerca de Bizerta) para su comercio de coral y luego se asociaron a Roger II de Sicilia, que creó en la costa tunecina el llamado reino de África de los normandos. Esta pequeña plaza de Tabarka quedó en manos pisanas -gracias a su comercio de coral y aunque los árabes tunecinos reconquistaron toda el área normanda alrededor de 1200- hasta que fue adquirida en 1540 por la República de Génova. La isla sucesivamente se convirtió -con la construcción de un fuerte- en una verdadera Plaza Fuerte asociada a las de Carlos I de España.

## Historia
Los orígenes de las llamadas Plaza Fuertes se hallan en los intentos españoles y portugueses de expansión en el norte de África, principalmente en el Magreb (no hubo ninguna al este de Tripolitania).
Durante la segunda mitad del siglo XV y primera del XVI, Castilla ocuparía sucesivamente Melilla (1497), Cazaza y Mazalquivir (مرسى الكبير) (1505), el Peñón de Vélez de la Gomera (1508), Orán (1509), el peñón de Argel, Bugía y Trípoli (1510), Bona, Bizerta, Túnez y La Goleta (1535), en tanto que Portugal centraba su expansión en el litoral atlántico, tomando Ceuta (1415), Tánger (1471), Mazagán (1502), Agadir (1505), Mogador (1506) y Casablanca (1515).
En abril de 1509, por intimidación de Pedro Navarro, Argel se declaró tributario de España y liberó a sus presos españoles, a cambio de mantener su religión. El mismo ejemplo siguió Túnez en mayo. Estas ciudades se perderían en el futuro y pasarían a ser reductos de piratería berberisca.
No obstante, la mayor parte de las plazas fueron perdidas durante el mismo siglo XVI, de forma que a la asunción de la Corona portuguesa por parte de Felipe II, las únicas plazas en manos de los reyes hispánicos eran Melilla, el Peñón de Vélez de la Gomera, Orán-Mazalquivir (por el lado castellano) y Ceuta, Tánger, Mazagán y la pequeña fortaleza de Anafé hasta su destrucción en 1755 durante el terremoto de Lisboa (por el portugués).

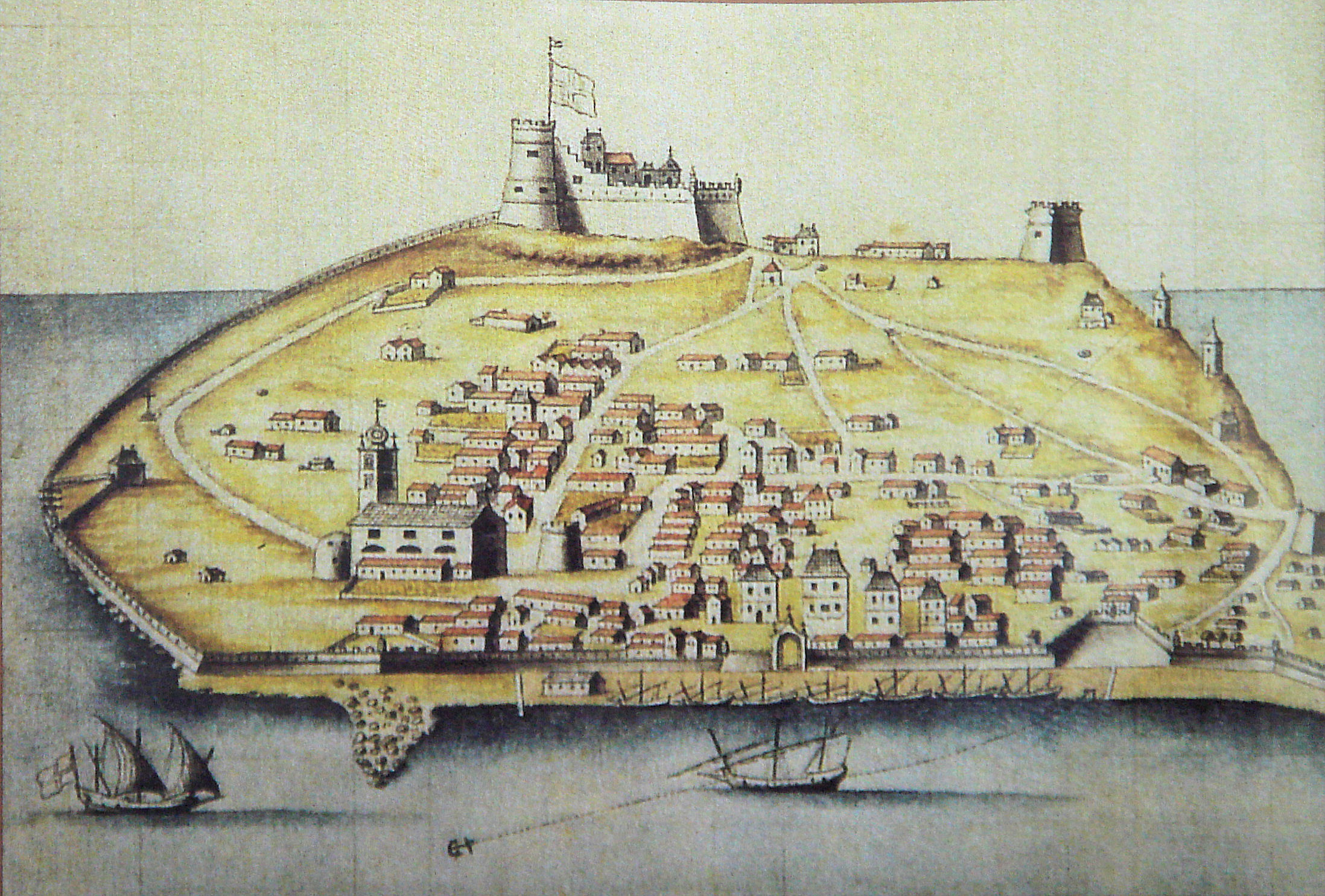
La isla genovesa de Tabarka en el.

En 1540 la isla de Tabarka cerca de Bizerta fue adquirida por la República de Génova gracias a la familia Lomellini, que la había recibido de una colonia de Pisa establecida en la isla tres siglos antes. Se edificó un fuerte genovés durante 1553 por petición de Carlos V de Castilla y Aragón. Durante su dominio, los genoveses se dedicaron a la pesca del coral y convirtieron la isla en un emporio comercial mediterráneo que sirvió también de lugar de intercambio de cautivos cristianos a cambio de rescate hasta 1741.
Aunque durante el reinado de Felipe III se obtuvieron también Larache (1610) y La Mamora (1614), el ascenso de la dinastía alauí significó la conquista de la mayor parte de las Plazas Fuertes en manos de países occidentales. A la muerte del sultán Ismaíl en 1727, solo Mazagán, hasta 1769 (Portugal), Ceuta (que había preferido seguir al lado de los reyes españoles en 1640, cuando Portugal se independizó), Melilla, las islas Alhucemas (ocupadas en 1673) y el Peñón de Vélez de la Gomera, en manos españolas, escapaban de su dominio.
Con el fin de asegurar su alianza con Inglaterra, los portugueses negociaron la boda de la infanta Catalina de Braganza, hija de la reina madre Luisa de Braganza, con el rey Carlos II de Inglaterra, pasando Tánger a ser parte de la dote que aportó la infanta al casamiento (1661). El rey Carlos II declaraba en el Parlamento: «La adquisición de Tánger debe ser contemplada como una joya de incalculable valor para la corona británica». En 1679 el sultán Ismaíl de Marruecos intentó ocupar la ciudad infructuosamente, pero mantuvo un largo bloqueo que finalmente llevó al retiro británico el 6 de febrero de 1684. Antes de retirarse, los ingleses destruyeron la ciudad y su puerto (y empezaron a dedicarse a la posibilidad de ocupar Gibraltar algunos años después).
De esta forma, en el norte de África solo Ceuta, Melilla, las islas Alhucemas y el Peñón de Vélez de la Gomera siguieron en manos europeas (o sea españolas) en la segunda mitad del siglo XVIII (aparte del llamado «Oranesado» en Argelia, que fue español por casi tres siglos con la reconquista española en 1732: 1509-1708, 1732-1791).
Las "Plazas Fuertes" conservaron siempre un carácter de presidios, cuya ampliación había sido una constante durante el siglo XVIII. En 1774, el sultán Sidi Mohamed atacó Melilla, la cual estuvo sometida a un asedio que duró tres meses. Sin embargo, el asedio fue infructuoso y el sultán de Marruecos decidió desde entonces adoptar una política amistosa hacia España.

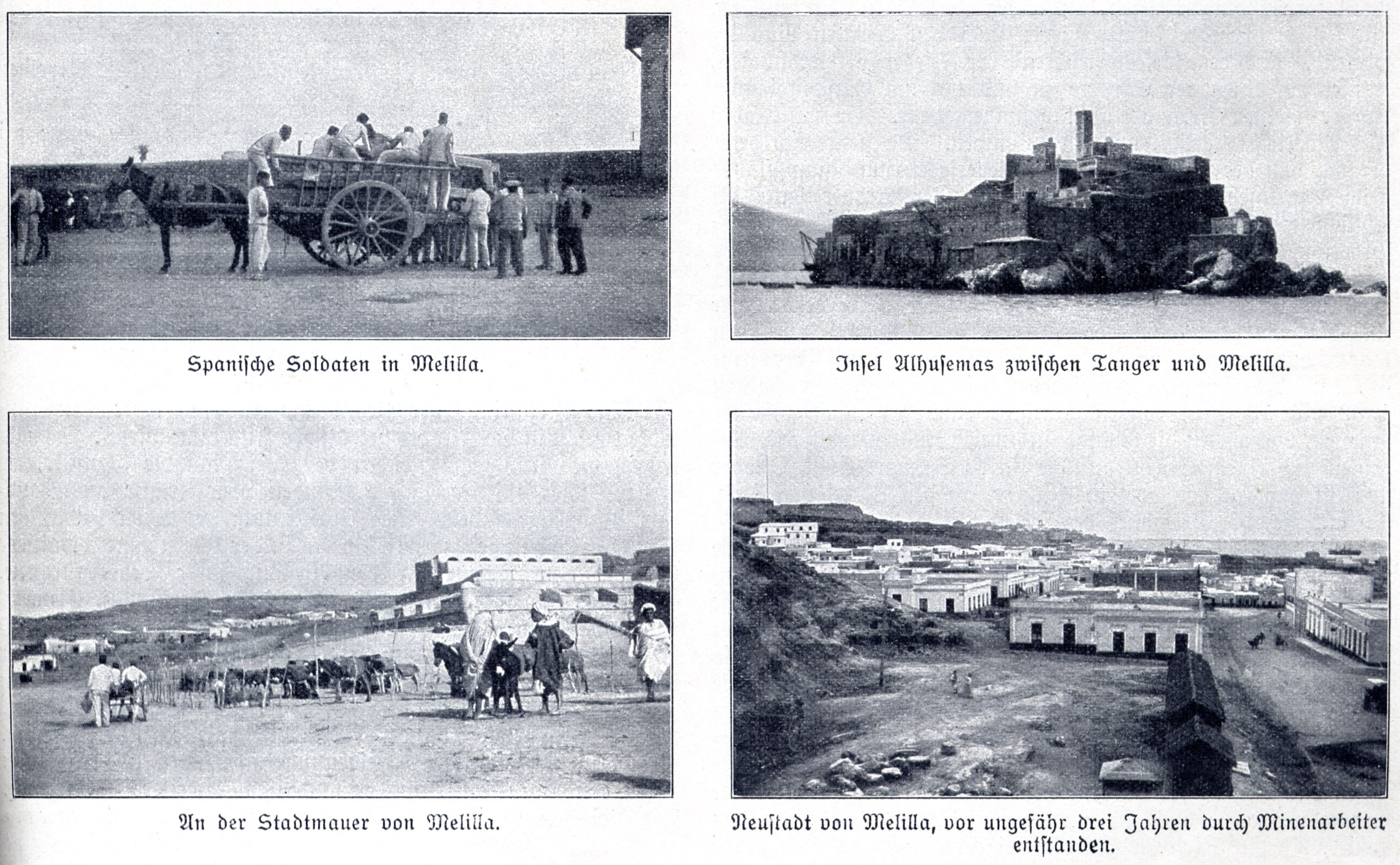
Imágenes de la Plaza Fuerte de Melilla y del Peñón de Alhucemas en 1909.

El 9 de octubre de 1790 un terremoto devastó las ciudades de Orán y Mazalquivir. El 14 de octubre la ciudad fue atacada por los argelinos, con apoyo británico, saldándose con una victoria española. Entre el 29 de junio y el 3 de julio de 1791 la ciudad volvió a ser atacada por los argelinos, con otra victoria española. El conde de Floridablanca llevó a cabo negociaciones diplomáticas de paz con Argelia. Se consultó con el Consejo de Castilla, el Consejo de Guerra, el Consejo de Estado y los fiscales de la Corte y la mayoría creyeron que había que ceder las ciudades de Orán y Mazalquivir, porque no generaban beneficios y la guerra contra los argelinos no generaba ningún provecho. El 12 de noviembre de 1791 se firmó un acuerdo según el cual abandonarían las dos ciudades a cambio de ser los únicos que pudieran comerciar con esas plazas. Las últimas tropas españolas abandonaron estas ciudades en febrero de 1792.
Ya en el siglo XIX, la debilidad de los sultanatos árabes (y de los otomanos en crisis) en el norte africano lleva a una progresiva intervención comercial y militar de países occidentales (notablemente Francia, Reino Unido, Italia y España). Francia, que hasta entonces había tenido solamente pequeñas concesiones comerciales en Argelia y Túnez, desde 1830 empezó a adueñarse de toda Argelia.
En el caso español, con el pretexto de responder a un ataque sobre Ceuta llevado a cabo por algunas tribus limítrofes (las tribus de Anyera), España desató la guerra de África. Esta guerra desembocó en la batalla de Los Castillejos, la toma de Tetuán y la firma del Tratado de Wad-Ras de 1860 (Tratado de Paz y de Amistad entre España y Marruecos). Mediante este tratado:
- España amplia los límites de Ceuta y Melilla a perpetuidad.
- Se concedieron a España unos territorios en Santa Cruz de la Mar Pequeña (lo que sería luego Sidi Ifni en el sur de Marruecos, que no sería ocupada hasta 1934) para establecer una factoría.
- Marruecos indemnizaba a España con 100 millones de pesetas.
- Tetuán quedaría bajo administración temporal española hasta que el sultanato pagase la deuda a España.
- Se pactaron una serie de acuerdos comerciales, declarándose a España, como nación más favorecida.

A partir de entonces empezó el periodo de conquistas coloniales europeas en toda el África mediterránea, que se completó en las primeras décadas del siglo XX con la total derrota del Imperio otomano (que había sido responsable de la casi total pérdida de las "Plazas fuertes" a finales del Renacimiento).

## Posesiones españolas

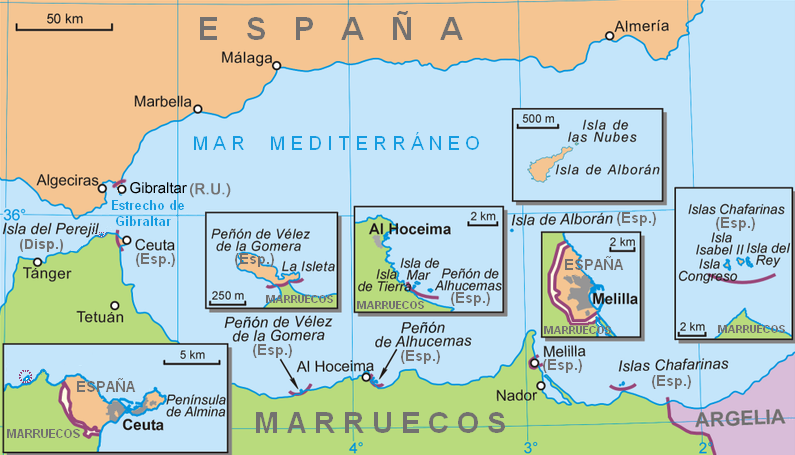
Lo que queda actualmente de las Plazas Fuertes de España en el Magreb norteafricano.

- Santa Cruz de la Mar Pequeña (1478-1524): fundada
- Melilla (desde 1497)
- Cazaza (1505-1532)
- Mazalquivir (1505-1708, 1732-1792)
- Peñón de Vélez de la Gomera (1508-1522, desde 1564)
- Orán (1509-1708, 1732-1792)
- Bugía (1510-1555)
- Trípoli (1510-1530): cedida a la Orden de Malta, que la pierde en 1551
- Túnez (vasalla 1509-1534; control directo 1535-1569, 1573-1574)
- Argel (vasalla 1509-1516)
- Peñón de Argel (1510-1529)
- Tremecén (vasalla 1512-1518; control directo 1543, 1545, 1547-1551)
- Gerba (1521-1524; 1551-1560)
- Hunaín (1531-1535)
- Bizerta (1535-1574)
- La Goleta (1535-1574)
- Bona (1535-1540): abandonada y demolida
- Monastir (1550-1554)
- Susa (1537-1574)
- Mahdia (1550-1553): abandonada y demolida
- Islas Alhucemas (desde 1560)
- Arcila (1610-1691)[11]
- La Mamora (1614-1681)[12]
- Larache (1610-1689)[n. 1]
- Ceuta (1580-1668 con la Unión Ibérica; control directo desde 1668)
- Islas Chafarinas (desde 1848)
- Tetuán (1860-1862)[n. 2]
- Ifni (1860 de jure/1934 de facto-1969)

## Posesiones portuguesas

Posesiones portuguesas en Marruecos.

- Casablanca (1515-1755) fortaleza de Anafé
- Ceuta (1415-1640)
- Aguz, actual Souira Guedima, Provincia de Safí (1506-1525)
- Alcazarseguir (1458-1550)
- Arcila (1471-1550 y 1577-1589)
- Azamor (1513-1541)
- Mogador (1506-1525)
- Mazagán (1485-1769)
- Safí (1488-1541)
- Agadir (1505-1541)
- Tánger (1471-1661)

## Posesiones italianas
- Gerba (1135 - 1158); (1284 - 1334) y (1338 - 1392) isla en el sur de Túnez y Reino de África (1135 - 1160) Reino de Sicilia.

- Tabarka (1540-1741) República de Génova, isla en el norte de Túnez.

## Posesiones inglesas
- Tánger (1661-1684), cedida por Portugal como dote de la boda entre la princesa Catalina de Braganza y el rey Carlos II de Inglaterra.
- Tarfaya (1879-1895), cedida por Mohamed Uld Beiruk a Donald Mackenzie como puesto comercial.